# Bridge (musica)
Nella musica popolare il termine bridge (letteralmente "ponte") indica un passaggio di transizione formale.
Molte sono le sue accezioni: in generale è il nome che viene dato a una sezione strutturale che non presenta analogie con quelle canoniche (strofa e ritornello). Anche il middle eight nel rock and roll può essere visto come una specie di bridge.
Spesso il bridge è caratterizzato da un contrasto tonale (ad esempio, uno spostamento su un altro accordo fondamentale). Nel jazz e nel soul la modulazione avviene spesso alla sottodominante; esempi di questo passaggio si possono trovare anche nella musica pop e rap.